# Брусова, Елена Владимировна
Елена Владимировна Брусова (17 апреля 2002, Санкт-Петербург) — российская футболистка, полузащитница красноярского «Енисея».

## Биография
В детстве помимо футбола занималась различными видами спорта, в том числе спортивным ориентированием и городошным спортом. 23.02.2017 Первенство Спб по спортивному ориентированию (Лыжная гонка - маркированная трасса) девушки (до 18 лет) второе место , выполнен норматив КМС.  05.08.2018 Первенство России по спортивному ориентированию кросс-эстафета 3 человека (девушки до 17)  - 1 место. 19.05.2019 Первенство Спб по спортивному ориентированию (Кросс-спринт), девушки (до 19 лет) четвертое место, выполнен норматив КМС.
В футболе представляла петербургскую ДЮСШ «Лидер». Также выступала в мини-футболе, в студенческих соревнованиях представляла Университет ИТМО. В составе команды Лидер: весной 2017 года стала Чемпионом Первенства России по минифутболу, весной 2019 года стала призером Первенства России по минифутболу - 3 место.  Неоднократная участница всероссийских и региональных юниорских соревнований. В 2019 году признана лучшей полузащитницей IX летней Спартакиады учащихся России по футболу, в 2017 году стала победительницей и лучшей нападающей первенства Северо-Западного федерального округа в своём возрасте.
В составе «Лидера» в 2018 году стала бронзовым призёром второго дивизиона России среди взрослых и признана лучшим полузащитником финального турнира. В начале 2020 года стала одной из первых футболисток, приглашённых во вновь созданный клуб «Зенит», однако в первом сезоне не сыграла ни одного матча.
В 2021 году перешла в красноярский «Енисей». Дебютный матч в высшей лиге России сыграла 13 марта 2021 года против клуба «Звезда-2005», заменив на 74-й минуте Анастасию Морозову. Всего за сезон провела 19 матчей в чемпионате.
Выступала за молодёжную сборную России.